# Fuyug jezik
Fuyug jezik (ISO 639-3: fuy; fuyuge, fuyughe, mafufu), transnovogvinejski jezik uže jugoistočne papuanske skupine, kojim govori 14 000 ljudi (2003 SIL) u Papui Novoj Gvineju u provinciji Central na planinama Owen Stanley Range u distriktu Goilala.
Fuyug ili fuyuge je jedini predstavnik istoimene podskupine goilalanskih jezika. Pripadnici plemena Fuyuge služe se i engleskim [eng], tok pisinom [tpi] ili hiri motu [hmo] jezicima. Ima nekoliko dijalekata centralni udab, sjeveroistočni fuyug, sjever-jug udab, zapadni fuyug. Pismo: latinica.

## Vanjske poveznice
- Ethnologue (14th)
- Ethnologue (15th)